# Canto della Verbena
Il Canto della Verbena, o più semplicemente la Verbena, ufficialmente "E mentre Siena dorme", è un canto tipico della città di Siena.
Il nome prende origine dalla tradizione secondo cui nella Piazza del Campo (anticamente questa zona era fuori dalle mura senesi, quindi zona rurale) nascesse spontaneamente la pianta della verbena, grazie alla presenza nel sottosuolo dei bottini, cioè di una serie di tunnel sotterranei usati nel medioevo per l'approvvigionamento idrico della cittadina toscana.
La Verbena è cantata dai contradaioli delle 17 contrade di Siena, lo stornello è diventato in epoca moderna anche una sorta di "inno" di Siena, venendo cantata in ambito sportivo dai tifosi della Robur Siena e della Mens Sana Siena.

## Testo
Il testo tradizionale presenta una prima strofa poco conosciuta, che non viene pressoché mai cantata né in ambito paliesco né in altre occasioni ed è il seguente:
« E mentre Siena dorme, tutto tace e la luna illumina la Torre
Senti nel buio, sola nella pace, sommessa Fonte Gaia
Che canta una canzon, d’amore e di passion… »
A seguire, il testo classico della strofa ben più nota del canto:
« Nella Piazza del Campo / ci nasce la verbena
viva la nostra Siena / viva la nostra Siena
nella Piazza del Campo / ci nasce la verbena
viva la nostra Siena / la più bella delle città! »
In occasione del Palio la versione classica non viene di fatto mai cantata dai contradaioli, rimanendo quindi per lo più come una versione super-partes da cui poi hanno origine le altre versioni, differenti nelle parole ma non nel motivo musicale. La Verbena presenta quindi testi diversi per ogni contrada, solitamente a carattere goliardico e di sfottò nei confronti delle contrade avversarie oppure è usata come vero e proprio inno di battaglia per la propria contrada di appartenenza. Non di meno, ulteriori versioni possono avere nei versi riferimenti a particolari avvenimenti, come ad esempio la vittoria di un Palio o la sconfitta della propria rivale, oppure ancora essere "dedicate" al fantino o al cavallo che hanno portato la propria contrada alla vittoria o che hanno permesso la non-vittoria della contrada avversaria. Per tutti questi motivi un conteggio preciso del numero delle versioni esistenti è di fatto impossibile, poiché in occasione di ogni Palio potenzialmente ne nascono delle nuove.
Il testo alternativo paliesco per eccellenza, intonato dai senesi in occasione della festa del Palio, è il seguente:
« Si sa che 'un lo volete / il nostro bel [nome accrescitivo della Contrada]
per forza e per amore / per forza e per amore
Si sa che 'un lo volete / il nostro bel [nome accrescitivo della Contrada]
per forza e per amore / lo dovete rispettà.»
In caso di vittoria nel Palio, l'ultimo verso diviene anche: « per forza e per amore / vi s'è fatto ripurgà.», con chiaro riferimento di derisione verso la Contrada rivale che è appena stata "purgata", ovvero che ha subito l'onta della sconfitta per mano dell'avversaria.